# سلما دیاموند
سلما دیاموند (به انگلیسی: Selma Diamond) (زاده ۶ اوت ۱۹۲۰-درگذشته۱۳ مهٔ ۱۹۸۵ ) بازیگر کانادایی بود.
از فیلم‌های معروف او می‌توان به بازی در فیلم طبل را آهسته و همه من اشاره کرد.